# 戴为然
戴为然（1916年—2011年），男，江苏泰州人，中华人民共和国政治人物，江苏省人大常委会原副主任，中共江苏省委宣传部原副部长，第五届全国人大代表。